# Hans Erik Fahlbeck
Hans Erik Fahlbeck, född 1 augusti 1841, död 7 februari 1886, var en svensk skådespelare. 

## Biografi
Fahlbeck var från 1861 elev vid Kungliga teatern, och spelade från 1866 bland annat i Chicago, där han grundade och ledde Svenska dramatiska sällskapet, och därefter i Kristiania och Helsingfors. 1874–1882 var han anställd vid Nya teatern i Göteborg och från 1882 vid de kungliga teatrarna. Fahlbeck uppbar med ett ståtligt utseende, pondus, temperament och humor roller som Erik XIV, Engelbrekt i Engelbrekt och hans dalkarlar, Caligula i Fäktaren i Ravenna, Ludvig XI i Gringoire, Narcisse Rameau och Kristian II.

### Familj
Hans Erik Fahlbeck var bror till Pontus Fahlbeck.

## Teater

### Roller (ej komplett)
| År   | Roll                    | Produktion                                                | Regi | Teater                      |
| ---- | ----------------------- | --------------------------------------------------------- | ---- | --------------------------- |
| 1863 | Auguste, betjänt        | Så kallade Hedersmän Théodore Barrière och Ernest Capendu |      | Kungliga Dramatiska Teatern |
| 1863 | Carlo, Scapins vän      | Scapins skälmstycken Molière                              |      | Kungliga Dramatiska Teatern |
| 1863 | Will, Percivals betjent | Den hvitklädda qvinnan Wilkie Collins                     |      | Kungliga Dramatiska Teatern |
| 1874 | Härved Bosson           | Bröllopet på Ulfåsa Frans Hedberg                         |      | Nya teatern, Göteborg       |
| 1875 | Carl Severin            | Dagsländorna Frans Hedberg                                |      | Nya teatern, Göteborg       |